# Twitter
Twitter（ツイッター）とは、かつてアメリカ合衆国・カリフォルニア州サンフランシスコに本社を置いていたTwitter, Inc.のソーシャル・ネットワーキング・サービス（SNS、情報サービス）である。2023年7月24日に「X」へ名称を変更した。投稿は「ツイート」と呼ばれ、限られた文字数のみ投稿できる。

## 概要

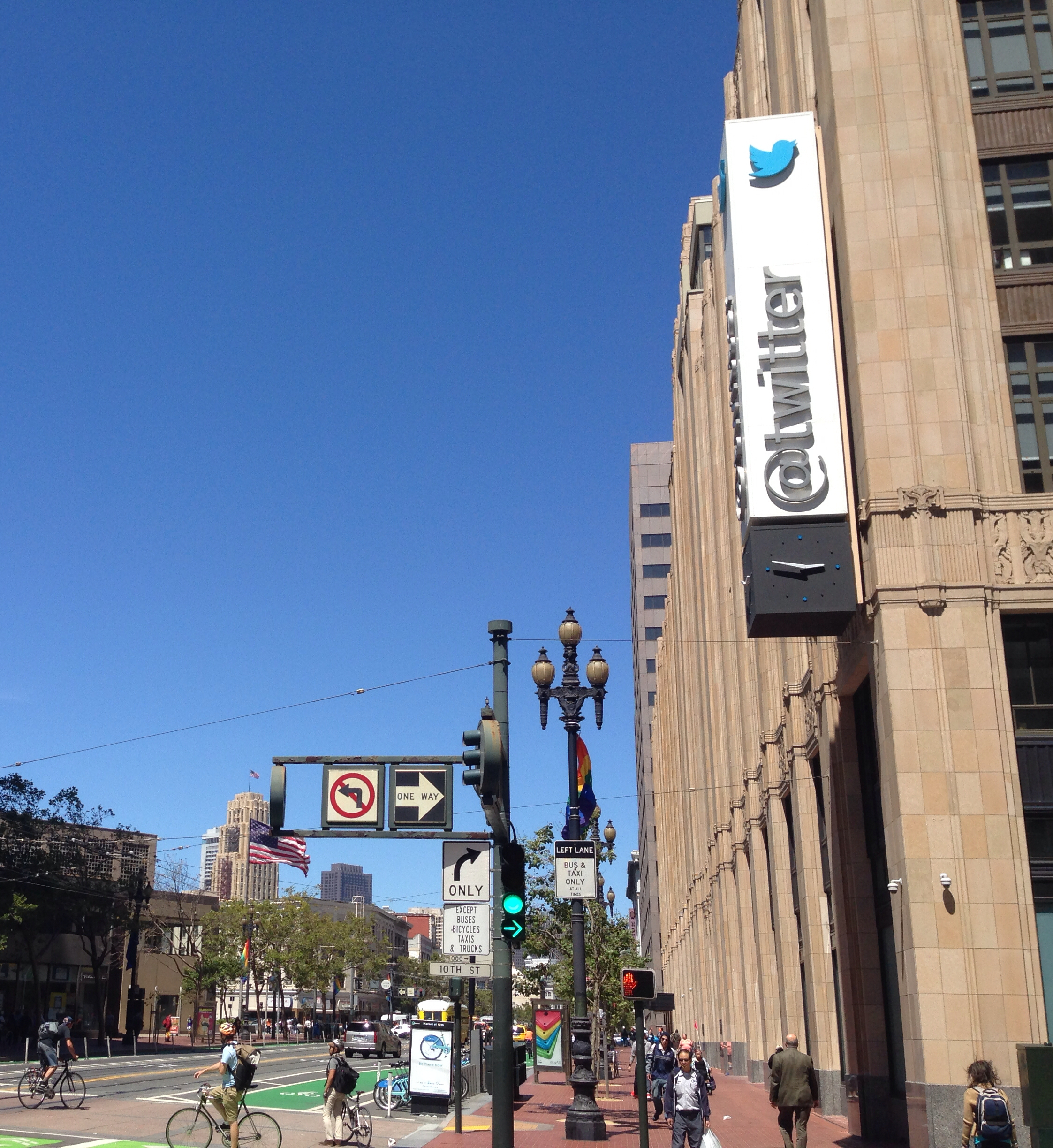
サンフランシスコのTwitter本社

2012年から2023年7月まで使用されていたロゴ（通称：ラリー）

2006年7月にObvious社（後のTwitter社）によってローンチされた。2007年時点での全世界の1日あたりのツイート数は5,000件ほどであったが、2010年1月までに1日5000万件を超えるツイートが投稿されるサービスへと急成長を遂げた。2022年時点では全世界で1日に5億件以上のツイートが投稿されていた。
緩い「繋がり」（人間関係）が発生し、広い意味でのSNSの1つといわれることもあるが、Twitter社自身は「社会的な要素を備えたコミュニケーションネットワーク」（通信網）であると規定し、SNSではないとしている。2017年11月時点でも、Twitter社当時のCEOであり創設者のジャック・ドーシーはTwitterはSNSではないとし、「インタレスト（興味）・ネットワーキング・サービス」であると定義し、2018年6月時点でTwitter Japan社代表取締役の笹本裕も「ネットワークサービスではなく今起きていることを知る場、ニュースメディアに近い場とわれわれ自身は考えている」とインタビューで発言している。また、一部のマスメディアによって「ミニブログ」「マイクロブログ」といったカテゴリーに分類されることもあるが、Twitter社はそのように定義していない。
2021年11月29日にドーシーがCEOを辞任し、後任としてパラグ・アグラワルが就任することが発表された。
その後は2022年10月28日からイーロン・マスクが運営会社を買収し、Xとなって現在に至る。

## 機能と用語
Twitterに発言を投稿するには、パソコンや携帯電話、スマートフォンなどで自身のアカウントにログインし、画面上部のボックスに140文字（半角の場合は280文字）以内で内容を入力し「ツイート」ボタンを押す。また、過去には携帯メールでの投稿も可能であったが、フィーチャーフォン向けサービスの終了により現在は利用できない。投稿された内容はインターネットに接続できる環境であれば誰でも見ることができる。なお、パソコンの場合はInternet Explorer 7以前でアクセスすると、携帯電話向けのアドレス（mobile.twitter.com）へ転送されるようになっていたが、2015年6月以降はInternet Explorer 9以前へ引き上げられた。また、2016年11月以降はInternet Explorer 9以前でアクセスすると画像が一切表示されなくなった。
Twitterにログインした際、自分専用のページ「ホーム」の「タイムライン」には自分の投稿とあらかじめ「フォロー」したユーザーの投稿が時系列順に表示され、各ユーザーが自分の近況や感じたことなどを投稿し、時に他のユーザーがそれに対して「リプライ」という形で話しかけたりすることで、メールやIMに比べて「ゆるい」コミュニケーションが生まれる。一方、「キーワード検索」をすると「キーワードを含んだ投稿」のタイムラインが生成され、「キーワードを含んだ投稿」でつながったグループが自然発生する。同じキーワードを含んだ投稿をすれば、グループに参加することもできる。「トレンド」機能により、いま多く投稿されている「キーワード」を知ることができる。トレンドの範囲を国別に、または主要都市別に絞り込む機能もある。
投稿や閲覧は公式サイト、iPhoneやAndroidといったスマートフォン用の公式アプリ上で行う他、多数公開されている、便利な機能を備えた各種のサードパーティ製クライアントアプリケーション、クライアントウェブサービス、スマートフォン用のアプリからも行うことができる。またUbuntu 10.04以降では、標準でマイクロブログクライアントのGwibberが搭載され、デスクトップ環境に統合されたことにより、より広範な環境で利用することができるようになった。
コミュニケーション・メディア（通信媒体）の分類方法として、送信される情報のタイミングと受信側に届くタイミングのギャップの有無により「同期型（ギャップなし）」「非同期型（ギャップあり）」に分けるものがあるが、Twitterの場合は原則として非同期的（ある利用者のツイートが別の利用者に読まれるまでにタイムラグがある）に使用されているものの、一時的に同期的に（つまりチャットのようにほぼリアルタイムで）通信が行われることもあり、同期型と非同期型が混在した媒体であると言える。利用者が必要に応じて同期的な通信することを選択できるという意味で「選択同期」と表現されることもある。

### プロフィール・アカウント関連
自分のプロフィール及びアカウントに関する設定は基本的には公式サイトの設定ページから行う設計となっているが、一部の設定は公式アプリ上からも変更が可能。アカウントの登録にはメールアドレスとパスワードが必要。携帯電話向けサイトは一部機能が制限されている。
ユーザー名（スクリーンネーム）
ユーザー名はアカウントを特定するために用いられる、Twitterにおいて唯一性を持つID。使用可能な文字は半角英数字とアンダースコアのみで、最大15文字。ユーザー名はシステムで個別に管理され、既に使用されているユーザー名は登録できない。ユーザー名にはそれがユーザー名であることを示すアットマーク（@）が先頭に付加される。ユーザー名の仕組みは内部ID（登録時に自動的・ランダムに割り振られる数値でユーザーは関与不可）であるため、後から変更することができる。ユーザーには自分のアカウントのツイート履歴やプロフィール（後述）を掲載する画面として、https://twitter.com/（ユーザー名）というWebページが割り当てられる。
プロフィール
https://twitter.com/（ユーザー名）のWebページには自己紹介情報として、名前、プロフィール画像、バナー画像、自己紹介文、Webサイト、場所（所在地）、誕生日などを設定できる。「場所」には、現実には存在しない場所を設定することも可能。これらを総称して「プロフィール」と呼ぶ。
名前
最大50文字、使用文字の制限はない。設定必須項目。
プロフィール画像
プロフィール画面及び各ツイート上で表示される画像。任意の画像を登録でき、丸くトリミングされ表示される。未設定の場合はデフォルトでユニセックスの人物アイコンが表示される。任意設定項目。2017年6月以前は正方形であった。また、デフォルトのアイコンは2010年まではTwitterのロゴと同じ「青地に白抜きの鳥」、2010年から卵、2017年4月より現行のユニセックスの人物アイコンとなった。
2020年8月現在、システム上に保存されているトリミング前のスクエア画像については、TweetDeckや一部のサードパーティ製クライアントで設定することでスクエア画像のアイコンを表示することができる。一部のサードパーティ製クライアントではデフォルトでスクエア画像のアイコンが表示されることもある。
ヘッダー画像
プロフィール画面上部の横長のエリアに任意の画像を設定できる。プロフィール画像とは異なり、プロフィール画面でのみ表示される。未設定の場合は任意色の単色表示となる。任意設定項目。
自己紹介
最大160文字で任意のテキストを設定できる。任意設定項目。
Webサイト
アカウントに関連するWebサイトのURLを記載するように設定できる。任意設定項目。
場所
アカウントに関連する地名等を記載するように設定できる。現実には存在しない場所を設定することも可能。任意設定項目。
誕生日
生年月日を記載するように設定できる。生年と月日とで個別に公開範囲を設定できる。ただし18年以内の生年は公開できない。任意設定項目。
設定することで、当日の24時間、自分のプロフィールに「お誕生日おめでとうございます」と表示され、クリック（タップ）するとカラフルな風船が昇っていくアニメーションが表示される。この風船は実際に割ることもできる。
また、2018年5月25日からTwitterの利用規約の改正により、誕生年を登録年時点で13歳未満となるような設定を行うとアカウントがロックされる場合がある。
プロテクト（protect）
自分の投稿を限定公開（非公開）に設定できる。この設定をしたユーザーのプロフィール画面には南京錠のアイコンが表示され、全てのツイートは本人とフォロワー以外は閲覧不可となる。フォローしていないプロテクトユーザーの投稿を読むにはフォローを申請し、許可を受ける必要がある。非公開の場合、フォロワーではない投稿にコメントをしても表示はされないが、コメントの欄に数字のみ表示されるようになっている。
Twitter ID
各アカウントには、自分でつけたユーザー名（username）や名前以外に、アカウントの作成時刻に基づいたSnowflakeと呼ばれる固有のTwitter IDが割り当てられている。

### 投稿関連
ツイート（tweet）
ユーザーから投稿される140字（半角の場合は280文字）以内の文章のことで、それぞれに（ユーザIDと同じく）Snowflakeを用いた固有のURLが割り当てられる。文字数に半角・全角の区別はない。以前は日本版公式サイトで「つぶやき」として表記されていたが、「ツイート」に統一された。元々は字数制限は無かったが、携帯電話のSMS機能を利用した投稿が多かったため、そのSMS機能の字数制限160字から利用者名分の20文字を引いた字数を上限とするように仕様が変更された。
Twitterの公式サイトからツイートを閲覧する場合は、直近の3,200件までが読み込み可能。個別のツイートのURLに直接アクセスするなどの手間をかければ3,200件以前のツイートも閲覧できる場合がある。
1日に投稿可能なツイート（リツイート含む）の上限は2,400ツイートとなっている。
リツイート（retweet）
他のユーザーの投稿を再投稿すること。自身のフォロワーにそのツイートを見せることができる。RTと略すことが多い。後述する非公式リツイートと区別する目的で、公式リツイートとも呼ばれる。非公式リツイートのユーザー間での広がりを受け、これを公式の機能として取り入れることで簡易化すると共に、後述の改ざん問題の解決も実現した。
2009年11月に英語版の一部ユーザーを対象に試験的に実装され。2010年1月22日より日本語版Twitterにも追加されている。元のツイートが削除されると公式リツイートも削除される。プロテクトユーザーのツイートはリツイートできない。
自分がフォローしている人のうち誰かがリツイートした場合、自分がフォローしていない人の投稿であっても、その投稿が自分のタイムラインに表示される。
2015年4月7日より、リツイートしたユーザーの独自のコメントを入れてのリツイートが可能となった。コメントは116文字まで入力可能。コメントを入れてリツイートした場合は引用ツイートの形となり、コメントを入れずにリツイートした場合は従来のリツイートと同様の表示となる。リツイートボタンを利用する他、ツイートのURLを貼り付けることでも実現可能。複数のURLを貼り付けた場合、最後のものが引用元として処理される。
タイムライン（timeline）
フォローしている人の投稿やリツイートが時系列に並べて表示される画面。TLと略されることもある。最新の投稿が最上部に表示され、古い投稿は下に流れていく。リストや検索機能を使うと別のタイムラインが表示される。
ユーザーストリーム（User Streams）
ストリーミングによりリアルタイムにタイムラインの情報を取得できるAPI。2018年8月24日（日本時間）にAPIが完全シャットダウンされ廃止となった。
リプライ（reply）
略してリプとも呼ばれる。他のユーザーに宛てた投稿のことで、ツイートにメンションを付加したもの。「@ユーザー名（投稿したい内容）」の書式で投稿すると、そのユーザー宛の「返信」扱いとなる。自分宛の投稿は一覧ページで確認することができる。ツイートの最初に「@ユーザー名」を入力して投稿すると、投稿したユーザーとされたユーザーのどちらか片方のみをフォローしている第三者ユーザーのタイムラインには表示されないが、双方をフォローしているユーザーのタイムラインには表示される。一方「@ユーザー名」をツイートの途中に入れて投稿すると、さらに投稿したユーザーをフォローしている第三者ユーザーのタイムラインにも表示されるため、あえて@ユーザー名の前に「.」を入れたり、「@」を二つ重ねたりする場合もある。リプライはその投稿を行ったユーザーのページを開けば誰でも見ることができるので、ダイレクトメッセージと異なりプライベート性は低い。
リプライには返信元ツイートの情報が付加される機能がある。これを利用して会話の流れをスレッド形式で表示することもできる。
2017年3月以降、閲覧のみのユーザーはログインしないとリプライを読めないよう、仕様が変更された。
画像リプライ
リプライの一手法で略して画像リプとも。文章を書かず、テレビ番組のワンシーンの映像や、漫画のコマなどを画像として貼り付けてリプライとすることである。映像とともに表示されているテロップや字幕の内容や、漫画のコマに書かれている台詞がリプライしたユーザーの感情を表すことが多い。映像・コマの一部分や、テロップ・字幕・台詞が書き換えられていることもある。
非公式リツイート
他のユーザーの投稿をコピーアンドペーストし、「RT @ユーザー名（元のユーザーが投稿した内容）」の書式で投稿すること。本来リツイートはこちらを指していたが、公式リツイートの登場以降は区別をする意味でこのように呼ばれる。公式リツイートだと、リツイート元がそのツイートを消した場合、リツイートも消去されてしまうが、非公式リツイートは通常のツイートとして認識されるため、消去されない。「RT」の前にリツイートしたユーザーの独自のコメントを入れたり、元のツイートにはないハッシュタグを付けたりする場合もある。単なるコピーアンドペーストに過ぎないため、改ざんが容易であり、本来のツイートと異なる内容の投稿があったかのように見せかけることができるという問題がある。また、複数のユーザーが同じツイートを公式リツイートした場合、タイムラインには同じツイートは一つのみ表示されるようになっているが、非公式リツイートの場合はツイートが重複して表示され、重要な情報が埋もれやすくなる。これらの弊害があるため、非公式リツイートはTwitter社としては非推奨としており、公式リツイートの使用を推奨している。
パクリツイート
他のユーザーの投稿をコピーアンドペーストし、元の投稿者名を表示せずにそのまま投稿することを示す俗語。パクツイと略す。非公式リツイートは元の投稿者名を表示するのに対して、パクリツイートはあたかも自分自身の言葉で投稿したように見せかける、すなわち盗用（パクリ）となるのが相違点である。
フリート（fleets）
24時間で消える投稿のこと。InstagramやFacebookの「ストーリーズ」に相当する機能で、iOS版およびAndroid版のみの機能であった。パソコンからはこの投稿を見ることはできない。この機能はブラジル、イタリア、インド、韓国でテスト公開されていたもので、2020年11月11日に日本語版に追加された。フリートはタイムラインとは独立しており、写真や動画、テキストを使用して投稿することができる。フリートを投稿すると、投稿者のプロフィール画像がアイコンとなってタイムラインの上部に表示され（アイコンは横に並んで表示される）、これをタップするとフリートを見ることができる。アイコンの外側には既読かどうかを示すリングが付加され、未読の場合は水色、既読の場合は灰色となる。Twitterはこの機能を追加した理由を、「ツイートはあまりにオープンな上、消されることなく残り続けるものであるため、勢いに任せて投稿することを躊躇してしまったり、「リツイート」や「いいね」をたくさん得ようというプレッシャーを感じるという声も寄せられています」「そこで、私たちは皆さんがその時のできごとや気持ちをもっとリラックスして共有できる方法を模索してきました」としていた。サービス開始から1年と経っていなかったが「望んでいたほど新しいユーザーの投稿増加につながらなかった」として2021年8月3日（現地時間）に廃止された。
スペース（Spaces）
2021年5月4日に正式実装した音声チャット機能で、ClubHouseの「トークルーム」に相当する機能。実装当時はフォロワーが600人以上いるユーザーのみが利用できたが、同年10月21日には全ユーザーが利用できるようになった。同年10月28日には録音機能を開始し、チャットを録音して共有できるようになった。

### フォロー関連
フォロー（follow）
他のユーザーのツイートを自分のタイムラインに表示できるようにユーザーを自分のフォローリストに登録すること。相手のユーザーのフォロワーになるということ。相手の設定によってはフォローしたことが通知される。ツイートを公開設定にしているユーザーの場合は設定した時点ですぐにフォローとなるが、ツイートを非公開設定にしているユーザーをフォローする場合は、相手にフォローのリクエストを送ることになり、相手が承認した時点でフォローとなる。自分をフォローしているプロテクトユーザーをフォローする場合でも相手の承認が必要。
フォローイング（following）
自分がフォローしている他のユーザー。英語のまま「フォローイング」（Following）と呼ばれることもある。
フォロワー（follower）
自分のことをフォローしている他のユーザー。著名人は立場上フォロワーの数が増えやすい傾向にある。
フォロー解除（unfollow）
特定のユーザーのフォローを解除すること。フォロー前の状態に戻るため、フォロー解除したユーザーの投稿が自分のタイムラインに表示されなくなる。日本では「リムーブ」（remove）もしくは略して「リム」とも呼ばれるが、正式な呼称ではない。
ブロック（block）
特定のユーザーからのフォローを拒否すること。ブロックされたユーザーは、ブロックしたユーザーをフォローしたり、そのユーザーのツイートをいいね登録・リツイートすることができなくなる（「ブロックされているのでこのユーザーをフォローすることができません」などと表示される）ほか、ブロックしたユーザーのプロフィールページを見ることもできなくなる。ブロックされる前にフォローしていた場合でもブロックされた時点でフォローが強制的に解除される。ブロックしたユーザーがダイレクトメッセージを誰からでも受け取れる設定（後述）にしていても、ブロックされたユーザーはそのユーザーにダイレクトメッセージを送信できない（その逆も同じ）。
ミュート（mute）
2014年5月13日に実装された、特定のユーザーのツイートを自分のタイムラインに表示させなくする機能。
自分がフォローしているユーザーをミュートした場合、その相手へのフォローは継続され、相手が自分をフォローしている場合はそのフォローも継続される。ミュートしたユーザーの通常のツイートは表示されなくなるが、その相手からのリプライは通知される。
自分がフォローしていないユーザーをミュートした場合は、そのユーザーからリプライが来ても通知されない。
フォロー解除（リムーブ）と異なり、対象の相手にはミュートしたことは知らされないため、自分が相手にミュートされているかを確認することは困難。ミュート設定は後で解除することができる。

### グルーピング
サーチ（search）
検索することで、キーワードを含んだ投稿がリアルタイムでタイムラインに表示される。検索ワードは保存でき、いつでも更新することができる。
トレンド（trends）
リアルタイムで数多く投稿されている単語が地域別に表示される。当初は欧文のワードしか表示されなかったが、現在は日本語にも対応している。対象地域として「日本」「東京」、2012年2月2日より「札幌」「京都」「福岡」「大阪」「仙台」「名古屋」の6都市が加わり、2012年6月現在では「高松」「沖縄」も加わっている。2012年6月からトレンド表示のパーソナライズ化（フォローしているユーザーを分析して興味がありそうなワードを表示する）が行われるようになった（無効にすることも可能）。
ハッシュタグ（hashtag）
特定のトピックに関連する投稿を、公式のTwitter検索から一覧にして見ることができるように、キーワードの前に#を置いて投稿する。以前は日本語を含むマルチバイト文字に対応していなかったが、2011年7月13日から利用できるようになった。
リスト（list）
名前をつけたリストでユーザーを分類する機能。公開または非公開が設定可能で、自分だけが見ることのできるリストとしても設定できる。ただし、1つのアカウントで作成できるのは1000件（過去は20件であった）までで、1つのリストに登録できるのは5,000ユーザー（過去500ユーザー）までである。
その他条件としてリスト名は25文字以下の英数字である必要があり、数字で始まるものは設定できない。
過去、自分のアカウントを自分が作成したリストに追加することができたが、現在は公式ではできなくなっている。
いいね（Like）
気に入った投稿にいいね（♡）を付けることができる。以前はお気に入り（Favorites）であったが、2015年11月4日に「いいね」に変更され、これまでの「スター（☆）」から「ハート（♡）」に変更された。お気に入りであった時の名残で、「ふぁぼ」と呼ばれることもある。「いいね」をつけた投稿を一覧表示することができる。
検索メモ
何度も見たい検索をメモとして保存する機能。Twitter内で検索すると右上に表示される「この検索を保存」から登録できる。

### その他
ホーム（home）
自分のホーム画面。自分の投稿や、フォローしているユーザーの投稿がタイムライン上に表示される。
ダイレクトメッセージ（direct message）
特定のユーザーに第三者が見ることのできないメッセージを送る機能。DMと呼ばれることが多い。設定により「Receive Direct Message from anyone」を有効にしている場合は、フォローしていないユーザーからでもダイレクトメッセージを受け取ることができる。有効にしていない場合は相互にフォローしていないと送信できない。
ダイレクトメッセージもツイートと同様、140文字の字数制限があったが、2015年8月12日より字数制限がなくなっている。
特殊な活用例として、警視庁交通部交通執行課の公開捜査専用アカウントの運用手法がある（例：当該記事）。
ビア情報（via情報）
利用したクライアントに関する情報。「via ***」という形式（公式クライアントであれば「via Twitter Web App」など）で、アプリケーションの名前とそのアプリケーションの情報が記載されたページへのリンクを提供する。以前はTwitter公式から投稿した場合のみ、リンクが提供されていなかった。
ボット（bot）
自動的に投稿を行うプログラムの総称。定期的にニュースや情報などを投稿するもの、遊びを目的として著名人や漫画・アニメ・小説などのキャラクターの台詞を模倣して投稿するもの、独自のキャラクターとして本物の人間を模したような投稿を行うものなど、様々なボットが存在する。中には投稿の自動検索により捕捉した特定のキーワードに反応して、そのキーワードを入れた内容を投稿したり、リプライや非公式リツイートを行うボットもある。
フェイル・ホエール（fail whale）
Twitterにアクセスが集中しサイトの機能が停止した時、「Twitter is over capacity.」（Twitterは容量を超えた状態にある）というエラーメッセージと共に表示されていたクジラのキャラクター。オーストラリアの女性イラストレーター、イーイン・ルー（Yiying Lu）がデザインを担当した。Tシャツやマグカップなどの公式グッズも登場している。
アクティビティ（activity）
2011年11月に追加された機能。フォロー相手のリツイート、いいねへの追加、誰をフォローしたかが可視化される機能。自分の行動も筒抜けとなるため、一部批判の声もある。
スパム報告（Report for spam）
後述の迷惑ツイートに対応するための機能。「スパム報告する」をクリック（タップ）すると、当該ユーザーをブロックすると同時に、Twitterのスパム調査チームに通報される。利用規約に照らし悪質と判断された場合、アカウント凍結（強制的な利用停止）となり、そのアカウントは使用不可となる。
コナミコマンド
キーボードでコナミコマンド（上上下下左右左右BA）を入力すると、青い鳥のロゴが回る。現在そのような挙動は確認できない。
Twitterバード
Twitterの鳥を模したロゴアイコン。なお、このアイコンの旧名称「ラリー」は元バスケットボール選手ラリー・バードに因んで名付けられている。2021年9月以降の色は黒であり、2021年8月までは水色であった。
ツイートアクテビティ（Twieet Activity）
自分のツイートの反応（インプレッションやエンゲージメント総数など）を確認できる機能。上記のアクティビティと異なり、当該ツイートを行った本人以外は見ることができない。
チップジャー（Tip Jar）
ユーザーからユーザーに送金できるチップ（投げ銭）機能。送金自体はTwitter上で行われるわけではなく、PayPalやCash Appなどの送金サービスを経由して行われる。実質、プロフィールに従来のWebサイトのURL記載とは別に、チップ受け取りのためのリンク設置機能となっている。
Twitter Pro
2021年11月3日に一部ユーザーに実装された機能で、有効にするとプロフィールに職業や属性のカテゴリを表示することができたり、有料でツイートを宣伝する機能などもある。

## 関連サービス
Twitterの特徴として、ほぼ全機能に対応するAPIがある。これを利用した多くの関連サービスが公開されており、Twitter普及の一助となっている。

### URL短縮サービス
ツイートにURLを含めて140文字に抑えるのは難しいため、20文字程度の短いURLから本来のURLへ自動転送を行う、URL短縮サービスが各所で利用されている。元々、「TinyURL」「Bitly」などの外部サービスが利用されてきた。一部のクライアントにはURL短縮サービスと連携し、クライアント上でURL短縮を行ったり、投稿時にURLを自動的に短縮したりする機能を備えるものがある。
2011年より、Twitter公式の短縮サービス「t.co」が全URLを対象に用いられるようになった。クライアントやユーザー自身が設定しなくても自動的に短縮され、タイムライン上では一部のクライアントなどを除き、自動的に元のURLが展開されてウェブサイトが表示される。外部サービスを使用すると、二重に短縮されることになる。

### クライアント
Twitter公式ページに直接アクセスせず、専用のアプリケーションを通じて閲覧や投稿を行うためのクライアントが、各企業や個人によって多数公開されている。ユーザーのニーズに応じたスタイルで利用できる他、携帯電話やスマートフォンなど、持ち運び可能な端末から場所を問わず投稿する手段としても利用される。
ウェブサービス型
Twitter公式サイトと同様に、ウェブページにアクセスして投稿する。パソコンで利用可能なもの、スマートフォン向けなどのものが存在する。
デスクトップアプリケーション
パソコンのデスクトップ上で単体のアプリケーションとして起動するタイプ。Adobe AIRを利用してクロスプラットフォームで動作するものも存在する。
各端末専用アプリケーション
携帯電話やスマートフォン、タブレットなどの専用アプリケーションとして動作するタイプ。
ブラウザのアドオン
Firefoxの拡張機能など、特定のブラウザの追加機能として動作するタイプのアプリケーション。動作環境はブラウザに依存する。
電子メール投稿型
専用メールアドレスにツイートの内容を送信することにより投稿できる。タイムラインの請求やリツイートなど多くの機能を通常のメールを送信する感覚で利用できるため、手軽である。なお、一斉送信システムを用いたがためにこの専用アドレスに誤ってアドレス変更メールを送りつけてしまい、個人情報を全世界に発信した例があるため、扱いには注意を要する。

### ツイートボタン
ウェブページにボタンを埋め込み、そのページから直接Twitterの投稿画面を呼び出すソーシャルボタン。埋め込んだページのタイトル、URLやツイートボタン設置者のアカウント名などを自動で埋め込めるため、Twitterで気軽にそのページを紹介したり、関連アカウントのフォローを促したりすることができる。Twitterが公式提供するボタンの他、一部のニュースサイトではソーシャルブックマークへの登録ボタンと一緒にツイートボタンが設置されている。
ツイートボタンからの投稿はクライアントによる投稿と同種のものとして扱われ、ビア（via）情報には「TweetButton」と表示される。

### ウェブ・インテンツ
Twitterが公式提供するサービス。ウェブページに規則に基づいたリンクを埋め込むことで、そのページから直接ツイートへのリプライ、リツイート、いいねや、アカウントのフォローを行える。ツイートボタンと同様、ウェブページを離れずにTwitterの操作が行える。

### 口コミ広告
ブログ広告のようにTwitterでも口コミ広告のようなサービスがあり、つぶやくことによって5円〜990円の収入を得られるシステムがある。堀江貴文もこれを利用しており、Twitterでは特定のキーワードでつぶやくとスポンサーからお金をもらえることがあることを、西村博之との対談で明かした。

### 画像投稿サービスなど
個々のURLを短くするなど、Twitterに適応させた外部の画像投稿サービス（TwitPic、Lockerz、Yfrog、フォト蔵、ついっぷるフォトなど）が盛んに利用されている。クライアントによっては画像を自動表示できる。2011年より、Twitter公式の画像投稿サービスであるTwitter Photo（Photobucketがホスティング）が開始された。
動画の共有には既存のYouTubeが使われることが多い他、Twitterと連動して手軽にストリーミング動画の生放送を行えるツイキャスなども使用することができる。

### アカウント分析ツール
アカウントの匿名性やTwitter自体の閉鎖性など、Twitterの特性上の必要性から、あるアカウントの投稿時間や他のアカウントとの関係などを分析するツールがあり、無料版のwhotwiなど、多くのツールがある。

### その他の主な関連サービス
以下はいずれも非公式の関連サービスである。
- TwitLonger - 140字を超える文字列を投稿できる。投稿された内容は別のページとして作成され、Twitter側にはそのページのURLが表示される。
- favstar - 人気ツイートを表示する。2018年6月19日をもってサービス終了。
- togetter - ツイートのまとめサイト。さまざまなユーザーのツイートを選び出して並べ、1画面にまとめて表示させることができる。
- OnSay - Twitterアカウント同士で無料通話ができる。2017年11月30日をもってサービス終了。

## アカウントの形態

### BOTアカウント
Twitterの利用が拡大するに従い、様々なアカウントの形態が出現している。Twitterアカウントのユーザーは人間に限らず、botと呼ばれる自動発言プログラムが投稿している場合もある。

### 公式アカウント
その影響力の大きさに注目した企業や団体、個人などの「公式アカウント」が存在する。なりすましを防ぐため、Twitter側が本物であることを確認した著名ユーザーに認証バッジと呼ばれる特別なバッジ（水色の地に白色のチェックマーク）を付与し、「認証済みアカウント」とする。この認証バッジはユーザーのプロフィールページに表示される。しかしそのマークを自身のプロフィール画像に埋め込んで公式アカウントに見せかける悪質なユーザーも存在する。なお、Twitterでは認証済みアカウントを模倣して不正に表示した場合はアカウントの永久凍結などの措置が取られる。2017年11月15日、ガイドラインが改定され、白人至上主義のジャーナリストであるジェイソン・ケスラーなどの認証が取り消された。
「認証済みアカウント」機能以外に、ユーザーアカウントの真正性をオンラインで確認する手段として、Twitterは自身の公式ウェブサイトからTwitterのプロフィールページにリンクを張ることがもっとも簡単だとしている。
特定の団体・個人名、あるいは団体・個人名に極めて類似した名称を用い、その団体や個人になりすましたアカウントによるなりすまし発言が問題となっている。

### アカウント凍結（ロック）
スパム、偽装、攻撃的なツイートや行動、13歳未満の使用などの利用規約に違反する行為を行ったアカウントや、乗っ取られたりハッキングされたりしたアカウントなどはサスペンド（凍結）、またはロックされる場合がある。アカウントがサスペンドされた場合は、そのアカウントから投稿することができなくなる他、そのアカウントからのツイートを他者が見ることもできなくなる。
Twitter社では、ISISを中心としたテロリズム活動を助長しているアカウントの凍結を進めており、2016年には過去7か月間でテロ行為を示唆もしくは助長したアカウント12万5000件を凍結したことを発表した他、同年8月にはその後に同様の行為を行ったアカウント23万5000件を凍結したことを発表した。
2017年には対レイシスト行動集団主宰者の野間易通の、また2018年にはライターの菅野完のTwitterが凍結、2019年1月にはコラムニスト山本一郎のアカウントが一時凍結、第45代アメリカ合衆国大統領のドナルド・トランプのアカウントが永久凍結された。
2020年6月には中国政府当局が関わる17万を超えるアカウントについて、同社が定める指針に違反したとして使用停止にしたと発表した。中国政府寄りの情報を拡散するのに使われていたという。
2021年1月、中国の在アメリカ合衆国中国大使館がウイグル人大量虐殺について、「中国がウイグルの宗教的過激派を抑え込んだ結果、女性は『子供を産む機械』ではなくなり、解放された」とツイートしたところ、Twitter社はこの発言をデマとして削除したのみならず、アカウントそのものを「人間性を抹殺するもの」として凍結した。
Twitter社は凍結理由についての説明を行うことはなく、回答拒否を貫く姿勢を堅持している。ただし、アカウント凍結の基準が恣意的、かつ管理体制が怠慢であることがユーザー数の伸びにつながらないとも指摘されている。自動処理によるサスペンドが多過ぎで、誤判定されることが多いとも言われる。
凍結されていないアカウントからアクセスした場合は、「アカウントは凍結されています」「Twitterでは、Twitterルールに違反しているアカウントを凍結しています」の文章が表示される。

## 諸問題

### 利用者による犯罪・問題行為
Twitterは、他のSNS（Facebookやインスタグラム等）と比較して犯罪行為への対策が不十分であるとの指摘がある。成蹊大学客員教授の高橋暁子は、犯罪行為に用いるSNSとしてTwitterが良く選ばれる理由として、一般的なSNSが問題のある投稿として削除する性犯罪・ドラッグ売買・違法な個人間取引・詐欺、誹謗中傷、裸の写真、犯罪投稿などもほとんど削除することがなく、「グローバルポリシーには反していない」というTwitter公式の考えのもと、投稿をそのままにしていることにあると指摘している。

#### 犯罪行為の告白
Twitter上において飲酒運転や無免許運転、未成年飲酒・喫煙、窃盗、盗撮、有償ソフトウェアの違法ダウンロードといった犯罪行為、また犯罪と呼ぶには至らない悪乗りを自ら暴露するツイートが後を絶たず、さらにこうしたツイートをした人物が本名あるいは学校などの個人情報をそのまま載せていたり、もしくは別の場所に載せているか簡単に特定が可能な情報を載せていたりする場合がある。こうしたツイートを見つけた2ちゃんねらーなどのネット自警団とも呼ばれる存在が、同一人物と見られるmixiやFacebookなどのページを探し、個人情報を特定した上で就業先の企業や学校、警察に通報および抗議を行うという事例が後を絶たない。また有名人を名指しした殺害予告や無差別殺人、「○○でサリンを撒く」「○○を爆破する」などとツイートして他人に影響を与える犯罪予告のツイートも増えており、警察が出動し逮捕者も出ている。そのため、日本のネット上ではTwitterがバカ発見器やバカッターと揶揄されることもある。
なお、学生（調査対象：日本全国の大学生・専門学校生計200人）の1割弱が俗に「バイトテロ」とも呼ばれるアルバイト従業員による悪ふざけのような投稿を容認していることが『日経MJ』の調査で明らかになり、ツイートが全世界につながっているという重大性を認識できていないことが背景にあるとみられている。

#### 犯罪の加害者と被害者のマッチング
未成年者誘拐や、座間9人殺害事件のような自殺志願者に対する連続殺人事件が、Twitterを接点として起きている。未成年者誘拐に関しては、Twitter社は13歳未満の利用は禁止としているが、Twitter利用開始の際に、身分証の提示で生年月日を確認するなどの厳格な年齢確認は行われていない。一方、座間9人殺害事件の後に、自殺・自傷行為をほのめかす投稿に対しては、ツイートの削除やアカウント凍結を行えるよう、ルール改正が行われた。医師2名が筋萎縮性側索硬化症（ALS）患者の嘱託殺人に問われたALS患者嘱託殺人事件でも、Twitterがマッチングサイトとして使われた。

#### 向精神薬の違法売買
Twitter上で処方箋が必要な抗不安薬や睡眠薬が、違法に、薬価に比べて高額で売買されているとの指摘がある。

#### デマの拡散
出所の不確かな情報を流したり、なりすましのユーザーが故意にデマを流したり、エイプリルフールなどのネタのポストを真に受けたユーザーがポスト・リポストしたりすることによって、チェーンメールと同様に誤った情報が拡散するケースがある。
日本においては、2013年7月にLINE公式アカウントを装ったアカウントにより「LINEがサービスを終了する」という内容をツイートしてこれが広まり、公式アカウントが否定するに至った事例などがある。また同年7月の韓国では、ロッテ七星飲料の一部代理店が「他社の焼酎に軽油が混入していた」との記事をリツイートするなどして広めたとの告発を受け、警察の家宅捜索を受けている。2013年7月には、アイドルグループNEWSの野外コンサート順延をきっかけに利用者らの間で大量のデマが拡散され、それを鵜呑みにしたユーザが各地で問題行動を起こす「パーナさん事件」と呼ばれる騒動が発生した。2016年には、大阪大学外国語学部の教授が、阪神タイガースが優勝すれば単位をくれるらしいと学生からデマツイートが行われ、またそれが拡散されたことによって精神的苦痛を受けたとして、当該の学生に対し訴訟を起こす事態に発展した。
まったくの嘘の情報がもっともらしく流されるケースもある。2018年5月、長野県安曇野市にあるうどん屋「蛞蝓亭」を名乗るアカウントが、近隣の私立大学「国際信州学院大学」の教職員に宴会をドタキャンされたという趣旨のツイートを行ったところ、うどん屋に同情したユーザーなどから5万件近いリツイートをされる事態になったが、実際には大学もうどん屋も実在しない架空のものである。同大学には"公式ホームページ"なるものが存在するが、これはそもそも同年における大学入試センター試験前後の時期に、「架空の大学を設立して受験生を釣る」という目的で5ちゃんねるから始まったいたずら行為であり、その後大学生協のブログが開設されたのをはじめ、Twitter上に同大学の図書館・部活動・マスコットのほか、教職員や学生、OB･OGなどを名乗るアカウント（当然ながらこれらもすべて架空である）が次々と現れた。さらに被害を訴えた「蛞蝓亭」のアカウントについても、同年4月の運用開始以降、同大学の学生などが同店を日常的に利用していることが窺えるツイート（もちろん架空）を何度も投稿しており、さらに常連客を装って同店を利用したとツイートするアカウントや、"事件発覚"後に地元テレビ局の社会部を名乗って同店に取材申請を行うアカウント（これについても架空のものであり、信越放送など長野県に実在する放送局とは無関係）も出現した。つまり同大学や同うどん屋をめぐっては、それが架空のものであるにもかかわらずネット上に一大コミュニティが形成されていたことになり、事情を知らない者にとっては前述のツイートがまったくの嘘の情報であるとは極めてわかりづらい状態になっていたと考えられる。
この他、2011年の東日本大震災、2016年の熊本地震、2018年の大阪府北部地震、2019年以降のコロナウイルス感染症流行、2024年の能登半島地震などでも、地震や感染拡大に乗じたデマの拡散が問題視されている。

#### なりすまし
ほかのSNSと同様に、Twitterでもなりすましの事例がある。例として、有名人名のアカウントを作成し、アイコン画像としてその有名人の写真を用いて、あたかもその有名人自身がポストしているかのように装ってポストする例があり、ファンなどがだまされるケースがある。ファンを楽しませようとするのもあれば、その有名人の品位を落とすかのような悪質なものもある。対策として事務所が公式サイトにて偽者と注意を促したり、有名人本人自身がアカウントを作成したりしている。
有名人でなくても、嫌がらせなどの目的で、第三者により成り済ましアカウントを作成されることがある。2017年6月に埼玉県内在住の女性が何者かに成り済ましアカウントを作成され、そのアカウントからその女性が実在する元AV女優と同一人物であるかのようなツイートを投稿された例がある。この女性はさいたま地方裁判所に仮処分を申請し、当該の成り済ましアカウントの全削除命令がTwitter社に対して言い渡されている。
さらには、実在の人物以外になりすますユーザーもいる。例として、凶悪犯罪の容疑者が逮捕された際、容疑者の架空の同級生や知人を装ってツイートをし、それを見たマスコミが取材申請をしてくる様子を面白がる者がいる。

#### 誹謗中傷・プライバシー侵害
Twitterでは簡単にやり取りが行えてしまうため、芸能人や有名人を筆頭に、ユーザーに対する誹謗中傷が問題化している。また、Xではポストとともに画像をアップロードすることができるため、街で見かけた芸能人・有名人を無断で盗撮した写真をアップロードする者がいる。例えば、芸能人がプライベートで店を訪れた際に、その芸能人がその店に来ていることをその店の店員がポストし、問題になることがある。
2020年5月23日に急死した女子プロレス選手の木村花のアカウントに多数の中傷ツイートがされていたことについて、Twitter上の個人への中傷や差別的な投稿などを速やかに削除し、安心して使えるように運営してほしいと、市民ら100人が同年6月6日、Twitter Japan本社前で抗議活動を行った。同社はメディアの取材に、「安心して利用できる環境の整備に努め、より健全なサービスを提供することにこれまで以上に注力していく」とコメントした。
誹謗中傷ツイートに対して「リツイート」や「いいね」を押したことに対しても、名誉毀損を認める判決が出ている。例えば、2022年10月20日には、ジャーナリストの伊藤詩織を中傷する25件のツイートに対して自民党所属の衆議院議員である杉田水脈が「いいね」を押したことについて、東京高等裁判所は杉田に55万円の賠償を命じる判決を下している。

#### アカウントの大量作成・不正作成
インターネット懸賞への当選確率の向上などを目的として、多数のアカウントを不正に取得するなどした事例が存在する。
Twitterではアカウントの複数・大量作成については自動生成など不正なものでなければ、黙認する形をとっている。しかしながら、連続したようなアカウント名を多数取得した場合は、アカウントの凍結の措置が取られる可能性が高い。東京都のTwitterアカウントが凍結された事例もある。この事例は、東京都庁のIPアドレスから「tocho_」で始まる複数のアカウントを短時間に作成されたことが、凍結の原因とされている。なお、Twitter公式HPには、異議申し立てのページが実装されている。

#### 位置情報付きツイート
GPS機能付きスマートフォンの急激な利用者増加に伴い、ユーザーが位置情報付きツイートを投稿してしまうことよりプライパシーの問題が懸念された。現在までに位置情報投稿による大きな事件は報告されていないが、利用者に対し注意喚起を求めるソフトウェアが公開されており、大きな社会問題となりつつあった。また、位置情報を付けていなくても、「（場所名）なう」「帰宅なう」などのツイートを投稿している場合、投稿件数が多いと、日常の生活習慣や行動スタイルなどが明らかになり、空き巣などの犯罪に巻き込まれる恐れが懸念された。
以上の問題から、公式のアプリは位置情報を付ける場合はGPSで取得した位置情報から「市」や「町」などの大まかな位置に置き換えて投稿されるようになった。投稿毎に「正確な位置情報を投稿」をオンに設定すれば、往来通りGPSの座標を付けて投稿は可能である。また、設定画面から「過去の位置情報付き投稿」から位置情報を除去することができる。

#### 迷惑広告
迷惑メール同様、無差別かつ大量に個々のアカウントDMに広告が送信されることがある。通報するための「スパム報告する（Report for spam）」機能がある。

#### ハッシュタグの乱用
前述のとおり、「ハッシュタグ」により、特定のトピックに関する投稿の一覧を検索して見ることができるが、中にはその機能を悪用し、特定のトピックと無関係のツイートにハッシュタグを乱用する悪質なユーザーもいる。なお、Twitter社による「Twitterルール」では、上記の行為は「スパム行為」とみなされているのでスパム報告が可能。

#### ツイート広告サービス
ユーザーがとある商品を口コミを装って広告代金がもらえるステルスマーケティングに類似した広告制度がある。つぶやき一つで中には数千円、毎日3回つぶやけば年収ベースで1000万円にもなる。つぶやく内容は広告会社と詳しく打ち合わせて決められている。とあるフォロワー数が23,000人いるユーザーは、「つぶやき1回で5,578円もらえる」というがユーザーの信頼を失いたくないのでその程度の金額ではやらない、とても怖い感じがしたと述べている。

#### アカウントの乗っ取り
悪意のあるURLに接続すると、アクセストークンといったTwitterアカウントを自由に操作できる権限を他人にも奪われる場合がある。そのURLは『Did you see this pic of you? lol』といった英文に添えてDMで送られてくる場合がほとんどで、乗っ取られたアカウントのフォロワーに同様のDMを送り蔓延する、チェーンメールと同じような仕組みになっている。また最近は、日本語に添えてURLが送られてきたりなど犯行の手段が巧妙化してきている。
TwitterはOAuth認証の方法を改善する対策を行っている。
2020年7月15日、複数の著名人のアカウントが、一時的に乗っ取られる被害にあった。同日Twitter社は「現在調査中で、修正に向けて対策を講じる」との声明を出した。その後、Twitter上で「今回の事態に対処する間は、ツイートしたりパスワードを変更したりできなくなる場合がある」とした。7月16日に同社は多数のユーザーのツイートやパスワードリセットを停止した。

#### アカウント凍結とそれに対する曖昧な対応
Twitterでは攻撃的な行為を禁止しているが、2017年8月には蚊に対して「何カ所も刺しやがって…死ね!」といった投稿を行った日本のユーザーが「脅迫を含む内容の投稿」としてアカウントを凍結された。その他にもジャーナリストやイラストレーター、ハリウッド女優のアカウントが停止される事態が発生している一方、女優に対して「殺してやる」と投稿した脅迫を行ったユーザーは凍結が行われないなど、一貫しない対応や、どの投稿がルール違反になるのか不明確なまま凍結が行われていることなどに批判が集まった。
2021年7月6日には岡山県警察（岡山県警）の公式アカウントが凍結され、同月9日に解除されるまで閲覧できない状態になった。岡山県警は凍結直前に「援交」や「パパ活」といったハッシュタグ（検索ワード）を用いて、児童の性犯罪被害抑止の為の啓発を書き込んでおり、この投稿がTwitter社が定めている利用ルールの「児童の性的搾取を助長するアカウントを凍結する」に抵触した可能性があるとしている。
2022年にはイギリスの天文家が投稿した流れ星の動画やアメリカの気象学者が投稿したコンバインハーベスター（複式収穫機）の動画が「被写体の同意なく共有されたいかがわしい内容」とAIによって自動判定され、アカウントが一時凍結されるなどの事態になった。
2023年7月には当時大雨警報が発令されていた岩手県花巻市において、同市の公式アカウントにおいて、避難情報を断続的に投稿していたが、警報発令中にも関わらず、アカウントが一時凍結され、災害情報が発信できなくなる事態が発生した。Twitter社は花巻市に対して、「プラットフォームの悪用とスパムを禁止するルールに違反したため」とコメントしているが、どの投稿がルールに違反しているかなどについては回答していない。

#### フォロワー販売業者
他のSNSにも言えることだが、フォロワー数が多い者ほど大きな影響力を持っているという状況がある。その点に目をつけ、企業の広告にインフルエンサーを活用するという行為が行われているが、フォロワーを購入し水増ししている者も存在するという。ボットを用い半自動的にフォローするものや人海戦術で手作業によってコメントを付けたうえでフォローする（いわゆるクリック・ファーム）等手法は様々存在するが、前者は水増ししているとバレやすく、後者はバレにくいとされる。また、前述のアカウント乗っ取りがフォロワー販売業者と関連している場合がある他、業者によっては単にフォロワー数を増やすだけでなく顧客をインフルエンサーとしてでっち上げるために顧客をそれとなく持ち上げる記事をBuzzFeedなどのネットメディアに書かせるといった非常に手の込んだサービスを提供している。ロシアではコメンターなるサービスが存在し、これを通じてフォロワーだけでなく投稿へのいいねや肯定的な文章の投稿をも発注することができる。
これらに関連してフォロワーの詳細を調べることができるサービスを提供する企業も存在している。

### 健康関連
Twitterを利用する事に伴う身体への悪影響について、複数の学術機関が警鐘を鳴らしている。
スターリング大学のトレイシー・アロウェイ博士は、Twitterのワーキングメモリへの悪影響を危惧しており、「Twitterでは止めどない情報流を終わりなく受信し続けるにもかかわらず、内容が簡潔すぎており、脳はそれらの情報を処理する必要がなく、情報に注意を向けるスパンが短くなり、脳を回転させにくくさせ、神経節の接続を鈍化させる」という事を説いている（ワーキングメモリとは記憶している情報の使用時に一時的に引き出しておく能力であり、ワーキングメモリが優れている人は面接等での受け答えがスムーズであり優秀である傾向がある）。
ウィスコンシン大学マディソン校のジョアン・カンター教授によると、Twitterは10分間見ただけで多様な感情的刺激が呼び起こされ、止めどない情報の波に触れることは脳震盪を起こすような打撃を頭に連発されるような物であり、あらゆる情報が平面的になると説いている。
サクロ・クオーレ・カトリック大学のジャン・パオロ・バルベッタ教授らの研究チームは、2016年から2017年にかけて、イタリアの高校70校に通う約1500名の生徒を対象にノーベル文学賞作家 ルイージ・ピランデッロの小説『生きていたパスカル（原題：Il fu Mattia Pascal）」を読ませた上での研究を実施した。生徒の半分はTwitterを利用し、小説を引用しつつ自分の意見を発信し、他人のツイートに返信でコメントするというオンラインディスカッションを実施した。残り半分の生徒は、従来通り教室で教えるという形態を取り、最後に『生きていたパスカル』についての理解を確かめる試験を行った。試験の結果、Twitterを利用していたグループは全体的にマイナス影響を受け、テストの平均点が標準偏差の約25-40%分低下した。特に成績が優秀な生徒で「女性」「イタリア生まれ」「ベースラインテストの点数が高い」ほど成績低下の傾向が顕著であった。
医師の吉田たかよしは、Twitterで悪口をつぶやき続けると脳に悪影響があると説いている。Twitterに悪口を書き込む事は自分のモヤモヤした思いを吐き出すのと同時に悪口を言うことで相手にダメージを与える「懲罰」の行為でもあり、その場では「スッキリした」と感じるかもしれないが、長期的に考えると、裏アカウントで悪口を言う手段を取っていることへの後ろめたい気持ちが募り、こうした感情は脳の中で怒りを作り出す働きをしている「扁桃体」をより刺激するため、相手への不満や悪意を更に感じやすくなるといった悪影響があるとしている。
著述家のニコラス・G・カーによると、Twitter上のつぶやきばかりに触れているとネット脳になり、時間が経つにつれて書き手も更に短い形式で本を出し始める傾向があり、それが起きると文学の豊かさの多くが失われると語っている。語彙の難解性、シンタックス（構文）の複雑性をなくしてしまい、複雑な物事を考える時間を人は持たなくなり、誰も難解な物を読む集中力の幅を持たなくなれば、作家たちもいずれ難解な作品を出さなくなるとしている。考える事が減るとそれだけ検索に頼ることになり、検索に頼れば頼るほど記憶しなくなり、そうするといつか頭が空になると説いており、自分の頭の中で物事を関連させて考えることをしないと更に外部にあるコンピュータベースに関連することを頼ることになり、思考の豊かさは自分の脳の中にある繋がりから来ると説いている。また、カーはTwitterをはじめとするSNSは、スロットマシンやポーカーマシンなどで見られる間欠的変動報酬を提供するように設計されており、強迫的なギャンブラーに特徴的な、関連するが異なる種類の繰り返し行動を誘発すると述べる。ツイートやその他の投稿も予測不可能な報酬を提供するため、あるツイートは注目され、あるツイートはそれに失敗することで、同じような心理的な引き寄せが働いているという。そして、Twitterは、人間の原初的な情報収集とステータス追求の本能を利用したもので、注目されたいという欲求がそれほど強くない人にとっても、ツイートの習慣を断ち切るのは難しく、他のソーシャルネットワークと同様、Twitterは強迫的で習慣的な利用パターンを助長するという。
YouTuberであるAsapSCIENCEによると、インターネット・ユーザーのうち5-10%はオンライン上で過ごす時間を自分自身でコントロールできなく、これはカフェインなどの物質的中毒の対角線上に位置する「心理的中毒」と呼ばれており、心理的中毒に陥っている人々の脳をスキャンした所、薬物依存症患者と同様の脳の損傷が認められ、注意力や意志決定などの感情的処理に関わる脳の白質の劣化が確認されている。これはSNSが小さな労力ですぐさま報酬が与えられる仕組みであるため、パブロフの犬のように自分で自分を条件付けしてしまい、ドラッグと同じように神経学的な興奮を求めて何度も報酬を求める（SNSを見る）行動に出てしまう。またSNSはマルチタスクが脳の能力にフィルターをかけてしまい、新しい情報の記憶が難しくなってしまうと考えられていると説いている。ドーパミンとの関係性もあり、ドーパミンは放出されると気分が良くなるなどの作用を持つ神経伝達物質であり、MRIスキャンの結果、SNSユーザーは他人のSNSページよりも自分のページを見ている時に脳が喜びを感じる部位が活性的になり、より多くのドーパミンが放出されていると説いている。
東京都健康長寿医療センター研究所の桜井良太研究員と藤原佳典研究部長によるSNSの利用状況と精神的な健康との関連を調査によると、若年者と中年者においてTwitter定期利用者（発信と閲覧の両者）ほど悩み・抑うつ傾向が強くなる関係が示され、中年者のTwitter定期利用者（発信と閲覧の両者）と高齢者で定期発信者では孤立感を有している割合が高くなる傾向が認められた。なお、若年者ではInstagramの定期閲覧、中年者ではFacebookの定期発信、高齢者ではLINEの定期利用（発信と閲覧の両者）が良好なウェルビーイングと関連しており、若年者ではInstagramを定期閲覧、中年者ではLINEを定期発信している者ほど悩み・抑うつ傾向が低い関係が認められた。
Twitterは怒りの感情が最も拡散されやすく、日常生活において最も感情を刺激する行為であり、興奮状態の指標である脈拍上昇、発汗、瞳孔拡大を促すことから人間の推論システムではなく直観システムに働きかけることが知られている。そのため、批評家の綿野恵太によると、人の部族主義的傾向を利用して道徳感情を動員するポピュリズムにとって、Twitterは認知の脆弱性としてつけ込みやすく、ポピュリズムの実践に最適な環境であると考えられている。また、インテリ気取りであるが耳学問で仕入れた受け売りの知識をひけらかしているだけの人々である亜インテリに、Twitterは何一つ勉強せずとも道徳感情に沿ってリツイートやシェアだけをすればよい環境を提供している。そして、本来の知識人や専門家は、Twitterという140字までの文章しか投稿できない「合理的な討論には不都合」な場所では、「道徳感情」を適切に言語化し、洗練する役割を果たすことができず、亜インテリになってしまうという。

## 利用状況

### 利用者数
サービス開始初期の2007年、全世界の1日あたりのツイート総数は約5,000ほどであったが、2008年までに1日あたり約30万へと急激に増加した。2009年に入ると1日のツイート数は250万を超え、さらに同年末までに1日あたり3500万と約1,400%の伸びを記録した。さらに2010年に入ると全世界でのツイート数は1日あたり5000万を超え、同年6月には2010 FIFAワールドカップ開催の影響により1日6500万ツイートを記録した。これは毎秒750回のツイートがあったことを示している。
2016年7月時点での月間アクティブユーザー数は全世界で3億1300万人に達したが、2018年9月の時点でも3億3500万人と成長が鈍化した。2019年4月時点での月間アクティブユーザー数は3億3000万人であった。2021年の収益可能な1日当たりのアクティブユーザー数は2億1100万人、2022年7月時点では2億3780万人と報告された。

### フォロワー数
初めてフォロワーが100万件を突破したのは俳優のアシュトン・カッチャーで、2009年4月のことである。初めて1000万件を突破したのはアメリカの女性歌手のレディー・ガガで、日本ではソフトバンク社長の孫正義が2011年4月に初めて100万件を突破した。
50位までの詳細はフォロワー数が多いTwitterアカウントの一覧を参照。
| 順位 | アカウント名     | ユーザー                   | フォロワー数(百万人) | 職業など                   | 国         | 備考                             |
| ---- | ---------------- | -------------------------- | -------------------- | -------------------------- | ---------- | -------------------------------- |
| 1    | @elonmusk        | イーロン・マスク           | 149.3                | 起業家・実業界の大物       | アメリカ   |                                  |
| 2    | @BarackObama     | バラク・オバマ             | 132.1                | 第44代アメリカ合衆国大統領 | アメリカ   |                                  |
| 3    | @justinbieber    | ジャスティン・ビーバー     | 111.9                | 音楽家                     | カナダ     |                                  |
| 4    | @cristiano       | クリスティアーノ・ロナウド | 109.0                | サッカー選手               | ポルトガル |                                  |
| 5    | @rihanna         | リアーナ                   | 108.2                | 音楽家・実業家             | アメリカ   |                                  |
| 6    | @katyperry       | ケイティ・ペリー           | 107.2                | 音楽家                     | アメリカ   |                                  |
| 7    | @taylorswift13   | テイラー・スウィフト       | 93.7                 | 音楽家                     | アメリカ   |                                  |
| 8    | @narendramodi    | ナレンドラ・モディ         | 90.4                 | インドの首相               | インド     |                                  |
| 9    | @realDonaldTrump | ドナルド・トランプ         | 86.6                 | 第45代アメリカ合衆国大統領 | アメリカ   | 連邦議会議事堂襲撃事件で一時凍結 |
| —    | @ArianaGrande    | アリアナ・グランデ         | 85.3                 | 音楽家・女優               | アメリカ   |                                  |
| 10   | @ladygaga        | レディー・ガガ             | 84.0                 | 音楽家・女優               | アメリカ   |                                  |

### いいね数
最もいいね（Like）が多いツイートは、俳優のチャドウィック・ボーズマンが2020年8月28日に結腸がんで死去したことを公表したツイートで、現在720万超のいいねが付いている。2位はバラク・オバマが2017年8月12日にバージニア州シャーロッツビルで白人至上主義団体と反対派が衝突し多数の死傷者が出た事件（2017年のユナイト・ザ・ライト・ラリー）を受けツイートした"No one is born hating another person because of the color of his skin or his background or his religion..."（生まれたときから肌の色や生い立ち、宗教を理由にして他人を憎む人はいない…）で、436万のいいねが付いている。ネルソン・マンデラの自伝『自由への長い道』からの引用。3位はジョー・バイデンが2021年1月20日にツイートした"It’s a new day in America."（アメリカの新しい一日です）で、408万のいいねがついている。

### リツイート数
最もリツイート数が多いツイートは、2019年1月5日にZOZO社長の前澤友作が「100万円を100人にプレゼントする」という企画のツイートで、7日の締め切り時点で554万回に達した。それまでの世界記録は2017年4月、ネバダ州の高校生カーター・ウィルカーソンがファーストフードチェーン「ウェンディーズ」の公式アカウントに「どれくらいリツイートされたら、1年分のチキンナゲットを無料でもらえる?」と尋ねたところ「1800万」との返事があり、「HELP ME PLEASE. A MAN NEEDS HIS NUGGS」とTwitterユーザーに助けを求めたツイートの約360万回だった。1800万には届かなかったが、ウェンディーズはナゲット1年分のクーポンをプレゼントしている。
30位までの詳細は英語版List of most-retweeted tweetsを参照

### ユーザー層

#### 海外の調査
ニュージャージー州ラトガース大学の研究によると、Twitterのユーザーを分析した結果、ユーザーには「インフォーマー」（Informer）と「ミーフォーマー」（Meformer）のタイプがいるという。インフォーマーとは、他者に何か情報を知らせることを主な目的とする人であり、コミュニケーション活動も活発で、フォロワー数が増える傾向がある。一方でミーフォーマーとは、自分の行動や思考、感情について発言する人であり、フォロワーはごく親しい人に限られ、コミュニケーションは不活発である。調査対象である3,000以上のツイートのうち、ミーフォーマー型ユーザーによるものが80%に上ったという。また、Pear Analyticsによる2009年8月の調査によると、Twitterユーザーのツイートの内容は、「意味のないつぶやき」が41%、「会話」が38%、「ニュース」が4%であった。
ピュー研究所が2019年4月24日に発表した、全米における成人のTwitterユーザーの代表サンプル2791人を抽出して、その年収、学歴、さらには人種や移民といった問題に対する意見などを調査した研究によると、アメリカのTwitterユーザーは、ユーザーでないものと比べると概して若く、裕福で、学歴が高く、政治的にはリベラル寄りであるということがわかった。また、49歳以下の成人はTwitterユーザーでは4分の3近くを占めたのに対し、全米の成人では54パーセントであり、大卒者は前者では42パーセント、後者では31パーセントであり、年収7万5000ドルを超える者は、前者では41パーセント、後者では32パーセントだった。
Twitterユーザーの全員が同じようにツイートしているわけではない。Barracuda Labs社の調査によると、Twitterユーザーの73%はアカウントを作成して以来、つぶやきの投稿が10回に満たない。そして、34%は一度も投稿していない。また、前述のピュー研究所の研究によると、Twitterで頻繁に情報を発信する上位10パーセントのユーザーが、全ツイートの80パーセントを発信している。最も頻繁にツイートしているユーザー層の69パーセントは、政治についてツイートしたことがあると回答していて、Twitterの全ユーザーで同じ回答をしているのはわずか39パーセントである。

#### 日本の調査
Twitter Japanによると、2017年10月27日の時点で日本における月間利用者数が4500万を超えているという。ニールセンの調査によるとSNSでは、2割のヘビーユーザーが8割の総利用時間を占有しており、コミュニケーション・ディレクターの佐藤尚之はそこからパレードの法則が成り立っているとして、Twitterでは800万人のヘビーユーザーが総利用時間の8割を占めていることを指摘する。佐藤尚之は2019年に行われたアンバサダーサミット2019において、「社内におけるファンベースのファンの増やし方」という基調講演内で「日本のTwitterのヘビーユーザーは、22%の990万人。彼らが総利用時間の82%を占有している」「Twitter上での『バズ』が『残りの1億1690万人』に伝わるのは難しい」と同様の趣旨のことを述べた。また、モバイル&ソーシャルメディア月次定点調査（2017年10月度）によると、Twitterの利用者で「自らも頻繁に投稿するし、タイムラインを頻繁に見る」ユーザーは16.7%であった。2018年12月1日〜5日におこなわれたマイボイスコムのインターネット調査によると、Twitter利用者のうち「登録しており、閲覧・フォローだけでなく投稿や返信もしている」利用者は8.7%であった。
ニールセンの調査によると、Twitterの利用者は男性において18歳〜29歳が62%、30歳〜39歳が36.4%を占めている。女性においては18歳〜29歳が69.4%、30歳〜39歳が36.3%を占めている。「平成30年度 情報通信メディアの利用時間と情報行動に関する調査」によると、職業別のTwitterの利用率は、学生・生徒で70.2%、フルタイム勤務で38.1%、パート・アルバイト勤務で28.9%、専業主婦（夫）で21.4%、無職で18.5%であった。
Twitterマーケティングによると、Twitterユーザーは内向的で慎重であり、ミレニアル世代の主流の人のようであるという。ミレニアル世代のSNSのパーソナリティについてコレスポンデンス分析を行うと、Twitterユーザーは、他のSNSであるFacebookやInstagramのユーザーと比べて、「『勝ち組』というより『負け組』」「結婚に意味があるとは思わない」「異性との交際にあまり興味はない」「ネット上の人と合うのに抵抗はない」「ネットで評判を確認してから購入を決める」「付き合いよりも自分の時間が大切」といった特徴が見られている。
Twitter Japanによると、Twitter利用者がTwitter上で見ているものは生活に関わる多様な興味や関心事である。女性の利用者はグルメ、美容、ファッション、料理など、男性の利用者はインターネット・テクノロジーや時事問題の情報を多く見る傾向にある。
日本経済新聞社データエコノミー取材班は、東京大大学院の鳥海不二夫准教授、データ分析会社のホットリンクと協力して、2020年に行われた東京都知事選に重なる期間に候補者に関連するキーワードを含んだ投稿を抽出して分析した。注目度の高い投稿のリツイート状況の分析の結果から、情報収集の仕方が似ているアカウントが一定数ごとに存在することが明らかになり、大小合計300のコミュニティーの存在が確認できた。そのうち、特にリツイート数が多く、影響力が大きいとみられる5つコミュニティ（リベラル・保守・専門家・メディア・サブカル）が注目された。それぞれのリツイート数は、リベラル109万、保守26万、専門家17万、メディア7万、サブカル6万となった。リツイートの内訳について、コミュニティ外部の投稿をリツイートした率（外向き度）は、サブカル97%、メディア95%、専門家84%、保守67%、リベラル47%であった。外向き度が低いほど内向き度が高いことを表しており、自分と似たような価値観の投稿に強い関心を持ち、内輪受けの傾向が強いと言える（エコーチェンバー現象）。それぞれのコミュニティのアカウント数は、メディアが32万、専門家が20万超え、サブカルと保守が15万程度で、リベラルが11万となっていた。Twitterにおいて普段から活発にリツイートを行い、情報収集に積極的なアクティブユーザー数は約1389万アカウントであるとされ、それぞれ5大コミュニティのアカウント数は全体の1〜2%程度にあたる。アクティブユーザーの反応が高かった投稿（リツイート率）は、専門家（59.4%）、サブカル（58.6%）、メディア（52.7%）、リベラル（49.5%）、保守（43.0%）の順に表された。
後述のように日本でのX（Twitter）利用者が多い理由について、日本語がアルファベットとは違って表意文字であることから、字数制限があっても、ある程度の情報量を投稿することが可能であることや義務教育により、識字率が99%と非常に高いことを指摘する識者もいる。

### その他の利用状況
2009年6月17日の報道によれば、イラン大統領選挙の抗議活動の参加者たちは規制から漏れた数少ない通信手段として、Twitterで連絡を取り合っていた。同年12月18日にDNSレコードが一時的に侵害され、イランのサイバー軍を名乗るクラッカーがTwitterを改竄し、Twitterは一時利用できない状態になった。
2009年7月21日、日本国政府は民主党の藤末健三参議院議員の質問主意書に対し、選挙運動でのTwitterの利用は公職選挙法で禁じている違法な文書図画の配布に該当するという見解を示した。また、公職選挙法の改正論議でTwitterの選挙期間での使用解禁を検討したが、審議中になりすましが横行している例が取り上げられ、選挙妨害の可能性が極めて高いとして解禁は見送られている。
2010年5月末に総投稿数が150億回の突破、150億番目の投稿は日本の利用者によるものであった。その後の2か月間でさらに50億回の投稿があり、日本時間の8月1日午前0時44分、再び日本の利用者による投稿で200億番目を記録した。
2010年7月1日、フランスの調査会社Semiocastが世界の地域におけるTwitterの投稿件数をまとめた調査結果を公表した。2010年6月の投稿数は、国別で世界全体の25%を占めたアメリカが1位となり、2位は全体の18%を占めた日本であった（3位以降はインドネシア、ブラジル、イギリスと続いている）。また、ネットレイティングスが2010年6月末にまとめた調査で、日本のTwitter利用者数は2010年時点で前年の19倍に達しており、実利用者数に限ればすでにアメリカを追い抜いているとのこと。
2011年12月9日、日本テレビ系列で放送された『金曜ロードショー』での『天空の城ラピュタ』の終盤の山場に登場するセリフ「バルス」の瞬間で25,088TPS（1秒間あたりのツイート数）に達し、当時のTPS最高記録を樹立した。2位は2011年8月31日にアメリカの女性歌手のビヨンセの妊娠が発表されたときの8,868TPSで、スポーツイベントにおける最高記録は2011年7月18日に行われた2011 FIFA女子ワールドカップ決勝でなでしこジャパンが優勝を決めた瞬間の7,196TPS（全体の3位）となっている。
2012年11月11日に記録した江崎グリコの菓子商品「ポッキー」がブランド名のTPD（1日あたりのツイート数）記録を樹立した。1,843,733TPDを記録し、ギネス世界記録によって記録認定されている。
2013年8月2日に日本テレビ系列で放送された『金曜ロードショー』での『天空の城ラピュタ』で「バルス」した瞬間のツイート数は14万3199件であった。
2016年2月18日にTwitter Japanは記者説明会を開き、日本国内のユーザー数を初めて公表した。2015年12月時点で1カ月間にTwitterにログインした月間アクティブユーザー数は3500万人。これは全世界の一割を超える量である。
2018年4月14日、日本の警視庁交通部交通執行課が、非公開ダイレクトメッセージ機能付きの公開捜査専用Twitterアカウントを警視庁史上初めて設置する。設置数日前の4月7日17時50分ごろに渋谷スクランブル交差点を赤信号時に乗用車で横断した無謀運転の犯人を捜査対象として、この事件専用のアカウントを開設した警視庁交通部交通執行課が、Twitter上に公開することなく担当者とやり取りしたあと個別に捜査官と接触する形での捜査協力を、Twitter利用者に広く呼びかけた。事件からおよそ2か月後の6月5日、犯人は道路交通法違反（無免許運転と信号無視）容疑で逮捕されたが、結果としてTwitterから有力な情報は得られず、決め手になったのは、現場付近の監視カメラの映像と、警視庁の公式ウェブサイトに掲載された専用メールアドレスに寄せられた情報であった。それでも、捜査幹部は、今後も事件解決の手段としてTwitterアカウントを活用していく方針であるとした。

## クライアント
- 公式Twitterクライアント - 様々なプラットフォーム[注 9]からTwitterができるようにリリースされているTwitter社の公式クライアント。後述するTweetDeckも含む。
- TweetDeck - 元はTweetDeck社開発のクライアント。TweetDeck社がTwitter社に買収され、以降はTwitter社公式クライアントの一つである。
- TwitPic - 画像共有サービス。Twitterが公式に画像投稿サービスを開始するまでは、Twitter上で画像を取り扱うための主要なサービスと見なされていた[199]。
- モバツイ - リクルート社主催「Mash up Awards 3rd」特別賞、ほかいくつかの賞を受賞。